# Talent 2009
Talent 2009 er en talentkonkurrence, som blev vist på DR1 hver fredag kl. 20.00 fra den 14. august. Talent 2009 er efterfølgeren af Talent 2008, som blev vist året før.
Det er en efterligning af den amerikanske talentkonkurrence America's Got Talent, der også er lavet som Britain's Got Talent, og er lavet i Grækenland, i Kina og i Portugal m.fl. Det blev rapperen Kalle Pimp der vandt. Vera blev nummer to og Camilla og Jonas nummer tre.

## Dommertrioen
Ligesom i X Factor, var der tre dommere. De tre dommere (som sammen med Danmarks befolkning bestemte hvilke artister skulle have en plads i næste runde) var Nikolaj Koppel, Hella Joof og Jokeren.

## Statistik
- Finalen:      Vinderen •      2. plads •      3. plads.
- Semi- og kvartfinalerne:      Automatisk videre •      Dommerne skal afgøre hvilke artister skal videre til finalen •      Artisten sendes hjem

| Artist            | Dommen |
| ----------------- | ------ |
| Sebastian         | INDE   |
| Maximum Risk      | INDE   |
| Nellie & Eva      | INDE   |
| Ludo              | UDE    |
| Raber             | UDE    |
| Joanita Lubega    | UDE    |
| Kristina Ellemand | UDE    |

| Artist           | Dommen |
| ---------------- | ------ |
| Celine           | INDE   |
| Maria og Michael | INDE   |
| Jes Holtsø       | INDE   |
| Juel & Nissen    | UDE    |
| Team Musta       | UDE    |
| TrylleAndreas    | UDE    |
| Camilla Nielsen  | UDE    |

| Artist           | Dommen |
| ---------------- | ------ |
| Sunny Cagara     | INDE   |
| Vera             | INDE   |
| Feridah Rose     | INDE   |
| Floor Gangz      | UDE    |
| Camilla Sibbert  | UDE    |
| Metal Fate       | UDE    |
| Sisters by Blood | UDE    |

| Artist                  | Dommen |
| ----------------------- | ------ |
| Camilla og Jonas Egholm | INDE   |
| Kalle Pimp              | INDE   |
| Jeppe Thomsen           | INDE   |
| Seya                    | UDE    |
| Maria Hasselager        | UDE    |
| Nikolaj Moestrup        | UDE    |
| Sigmund                 | UDE    |

| Artist          | Dommen |
| --------------- | ------ |
| Nellie & Eva    | INDE   |
| Jes Holtsø      | INDE   |
| Maria & Michael | INDE   |
| Sebastian       | UDE    |
| Maximum Risk    | UDE    |
| Celine          | UDE    |

| Artist          | Dommen |
| --------------- | ------ |
| Kalle Pimp      | INDE   |
| Vera            | INDE   |
| Camilla & Jonas | INDE   |
| Sunny Cagara    | UDE    |
| Feridah Rose    | UDE    |
| Jeppe           | UDE    |

| Artist           | Dommen   |
| ---------------- | -------- |
| Kalle Pimp       | VINDER   |
| Vera             | 2. plads |
| Camilla og Jonas | 3. plads |
| Maria & Michael  | UDE      |
| Jes Holtsø       | UDE      |
| Nellie & Eva     | UDE      |